# Corte de’ Cortesi con Cignone
Corte de' Cortesi con Cignone – miejscowość i gmina we Włoszech, w regionie Lombardia, w prowincji Cremona.
Według danych na rok 2004 gminę zamieszkiwały 993 osoby, 82,8 os./km².